# WCIZ-FM
WCIZ-FM（93.3 FM）是位于纽约州沃特敦市的一个古典音乐广播电台，由斯蒂芬斯传媒集团开办。1987年开播，发射功率6千瓦。

## 历史
电台于1987年开播，最初主要播放流行音乐，初期频率为97.5MHz。在1997年频率更换为93.5MHz，原97.5MHz被WFRY-FM使用，同时节目改为古典摇滚，在1999年改为现在的频率。在最近，节目改为了古典音乐。